# Handball Club Rosolini
Il 'New Handball Club Rosolini o più comunemente N.H.C. Rosolini è una società sportiva di pallamano maschile, ed in passato anche nella femminile, di Rosolini in Provincia di Siracusa che fu fondata nel 1980. Il colore sociale del club è il granata.
Nel 2020 il club viene rifondato, ripartendo nel campionato 2020-2021 dalla Serie B.

## Storia
Fondata nel 1980, dal prof.  Pietro Tricomi, è stata nei suoi anni di attività, la prima realtà della Provincia di Siracusa più importante, dopo il CC Ortigia Siracusa vincitore di 3 scudetti e 2 coppe italia. Difatti, dal 1980 anno della sua fondazione, il club effettua una rapida ascesa, scalando le varie categorie fino ad arrivare alla massima serie nella stagione 1996-1997 guidato dall'allora presidente Giuseppe Lorefice.
I colori sociali del club sono il bianco e il nero.
L'impianto sede delle gare interne è stato il Tensostatico, dedicato poi all'ex presidente Tricomi una volta scomparso.
Nel 2006 interrompe l'attività con il settore femminile, nel 2007 si ritira definitivamente per problemi economici.
Il club ha militato complessivamente nella maschile 13 anni nel campionato di Serie A2, con 1 presenza in Serie A1 nella stagione 1996-1997. Storico fu il derby tutto siracusano, disputato quell'anno con L'Ortigia Siracusa (poi finalista scudetto), prima ed unica volta tra i due sodalizi, con doppia vittoria dei siracusani (31-17 a Siracusa, 22-15 a Rosolini).
Stesso discorso per il settore femminile, che nella sua pur breve storia, può annoverare 6 partecipazioni complessive al campionato di serie A2. 
Nel 2020 il club viene rifondato, ripartendo nel campionato 2020-2021 dalla Serie B. Presidente Davide Ciccazzo, allenatore Marcello Raimondo. Al termine della stagione, i granata concluderanno il torneo al quinto posto, aggiudicandosi la classifica marcatori grazie al trentaseienne rosolinese Antonio Martino, che al termine della regular season realizza ben 157 reti.

## Società
La matricola storica del club è stata la n. 0680.

## Allenatori e presidenti

### Allenatori
- Giuseppe Lorefice
- Roberto Giuffrida
- Fabio Reale
- Luigi Rudilosso
- Marcello Raimondo

### Presidenti
- Pietro Tricomi
- Giuseppe Lorefice
- Davide Ciccazzo

## Giocatori
- Mario Sirotic (portiere)
- Giuseppe Raimondo (portiere)
- Antonio Moscuzza (portiere)
- Franco Iacono (portiere)
- Bojan Mirkovic (terzino dx)
- Ezio Zaccaria (terzino dx)
- Luigi Rudilosso (ala)
- Cristian Frunzaru (terzino dx)
- Natalino Di Lorenzo (terzino dx)
- Agatino Bonomo (terzino sx)
- Lalio Ivanov (terzino sx)
- Massimiliano Canto (centrale)
- Luigi Calvo (terzino sx)
- Giovanni Attanasio (ala sx)
- Francesco Giomblanco (centrale)
- Francesco Straquadanio (ala dx)

- Marcello Raimondo (ala sx)
- Salvatore Zocco (pivot)
- Salvatore Iozia (ala dx)
- Salvatore Modicano (centrale)
- Massimo Mauceri (centrale)
- Ismar Subasic (centrale)
- Salvatore Signorelli (centrale)
- Giorgio Iabichella (ala dx)
- Giuseppe Zanghi (ala sx)
- Salvatore Russo (ala dx)
- Massimo Giummarra (ala sx)
- Alfio Settembre (ala sx)
- Nicola Cappello (pivot)
- Angelo Bufardeci (centrale)

- Vincenzo Giuca (ala sx)
- Antonino Calvo (portiere)
- Fabio Sarra (pivot)

- Sessa Luigi (ala sx)

## Statistiche e record

### Partecipazione ai campionati

#### Maschile
| Livello | Categoria | Partecipazioni | Debutto   | Ultima stagione | Totale |
| ------- | --------- | -------------- | --------- | --------------- | ------ |
| 1°      | Serie A1  | 1              | 1996-1997 | 1996-1997       | 1      |
| 2°      | Serie A2  | 13             | 1993-1994 | 2006-2007       | 13     |
| 3°      | Serie B   | 7              | 1987-1988 | 2020-2021       | 7      |
| 4°      | Serie C   | 4              | 1983-1984 | 1986-1987       | 4      |
| 5°      | Serie D   | 3              | 1980-1981 | 1982-1983       | 3      |

#### Femminile
| Livello | Categoria | Partecipazioni | Debutto   | Ultima stagione | Totale |
| ------- | --------- | -------------- | --------- | --------------- | ------ |
| 2°      | Serie A2  | 6              | 1998-1999 | 2005-2006       | 6      |
| 3°      | Serie B   | 11             | 1989-1990 | 2004-2005       | 11     |